# Ширкин (село)
Ширкин (каз. Шіркін, до 201? г. — Чиркино) — село в Сайрамском районе Туркестанской области Казахстана. Входит в состав Кайнарбулакского сельского округа. Находится примерно в 15 км к западу от районного центра, села Аксукент. Код КАТО — 615249900.

## Население
В 1999 году население села составляло 1499 человек (724 мужчины и 775 женщин). По данным переписи 2009 года, в селе проживало 1613 человек (754 мужчины и 859 женщин).